# Yumeshima (métro d'Osaka)
Yumeshima (夢洲駅, Yumeshima-eki) est une station du métro d'Osaka sur la ligne Chūō. Elle est située sur l'île de Yumeshima, dans l'arrondissement de Konohana à Osaka. Sa construction est liée à l'organisation de l'exposition universelle de 2025.

## Situation sur le réseau
Établie en souterrain, la station Yumeshima marque le terminus ouest de la ligne Chūō.

## Histoire
La station a été inaugurée le 19 janvier 2025.

## Services aux voyageurs

### Accès et accueil
La station est ouverte tous les jours.

### Desserte
Yumeshima est desservie par les rames de la ligne Chūō :
- voies 1 et 2 : direction Nagata (interconnexion avec la ligne Kintetsu Keihanna pour Nara-Tomigaoka)

Installations et desserte
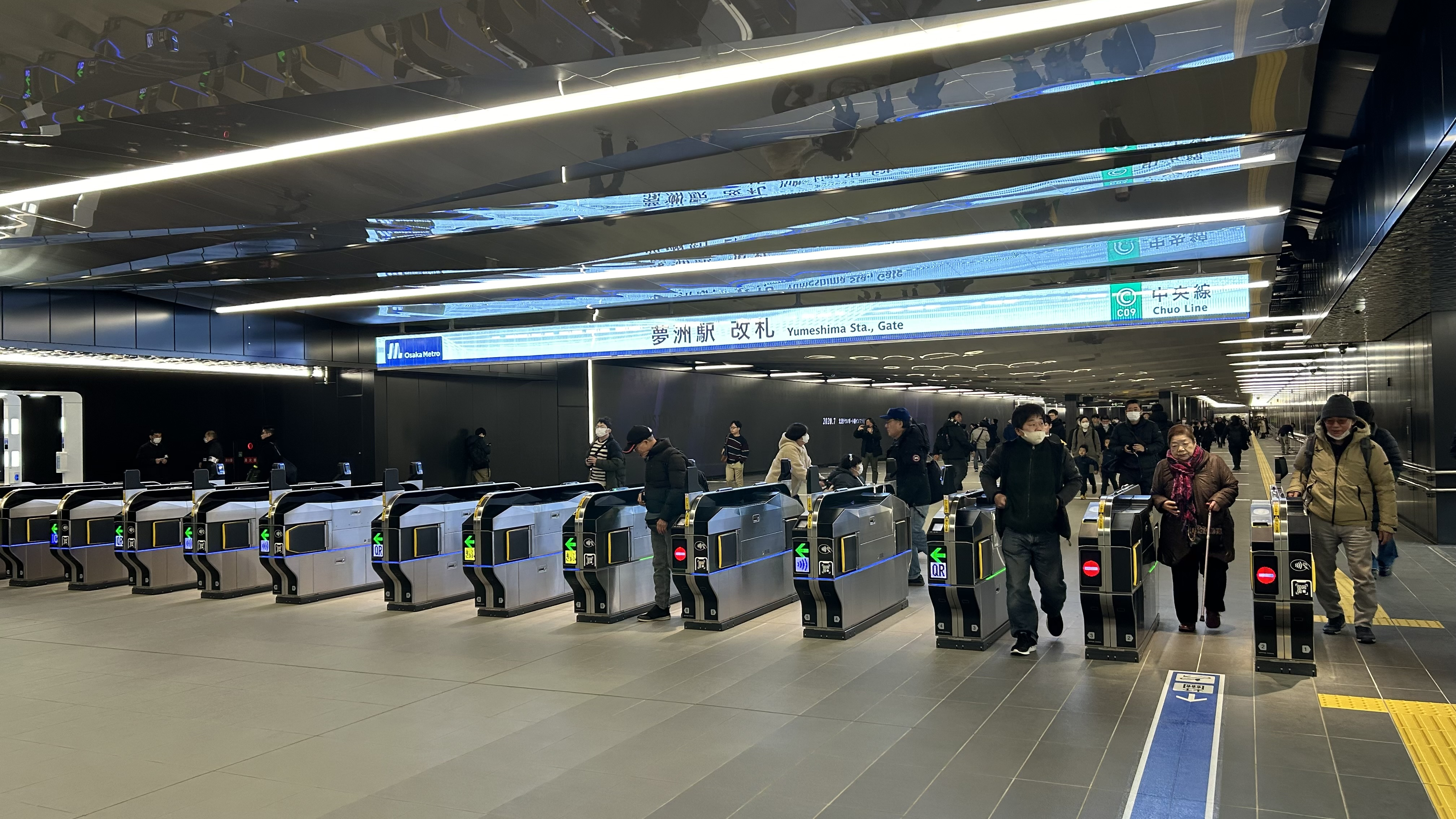
Barrière de contrôle
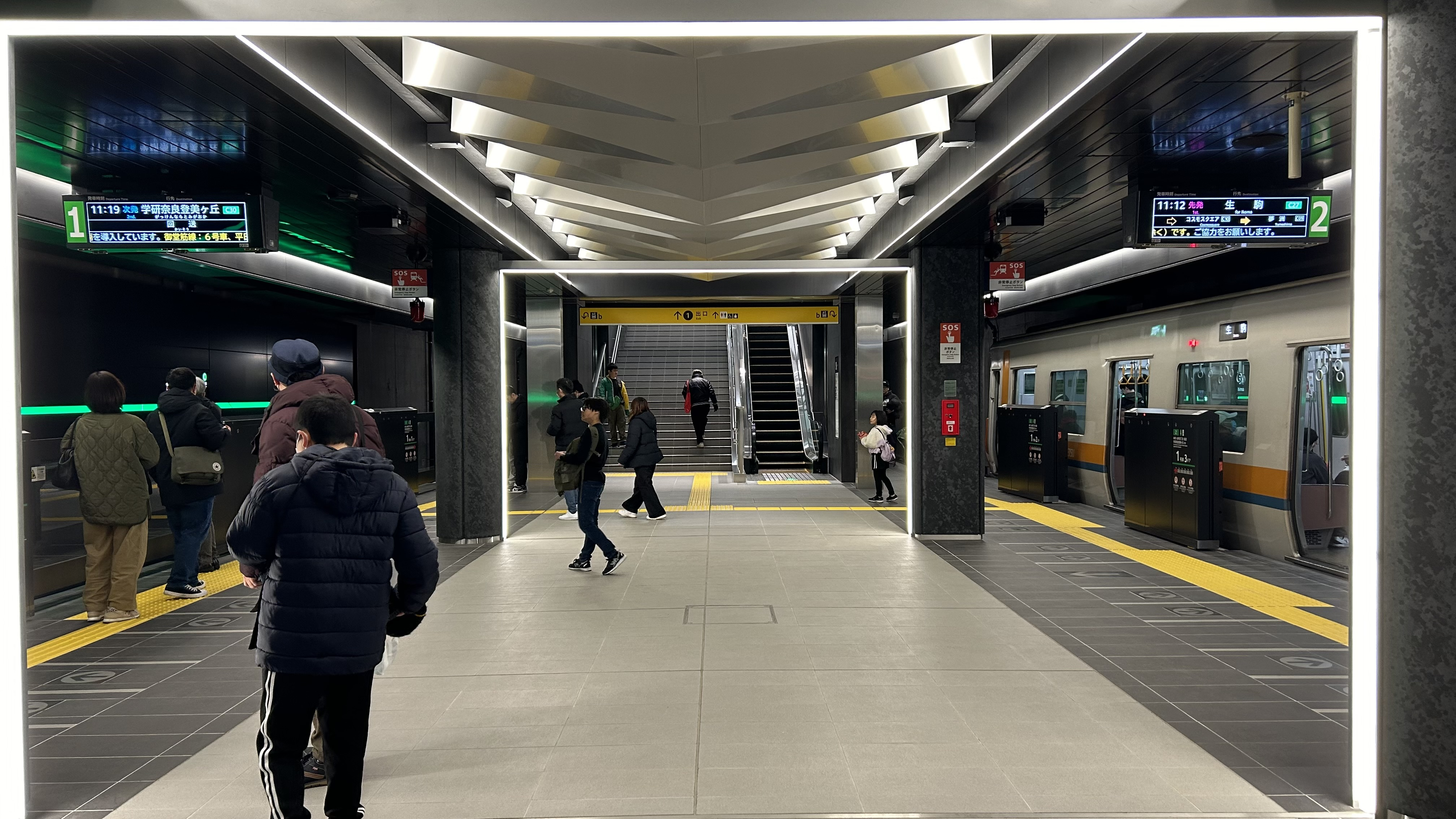
Quai de la station

## Agencement
Références :
| 1F  | Niveau de la rue                                          | Entrée/Sortie                                                                                        |
| B1F | Hall                                                      | Barrières à sens unique, machines pour ticket/ICOCA/PiTaPa, agent de la station                      |
| B2F | Plateforme 1                                              | → Ligne Chūō vers Hommachi, Morinomiya, Nagata, Ikoma, et Gakken Nara-Tomigaoka (en) (Cosmosquare) → |
| B2F | Quai central, les portes s’ouvriront à gauche ou à droite | |
| B2F | Plateforme 2                                              | → Ligne Chūō (identique à la plateforme 1) →                                                         |

## Dans les environs
- Yumeshima
- Site de l'Exposition universelle de 2025